# 西日本方言
西日本方言（にしにほんほうげん）または西部方言（せいぶほうげん）とは、九州を除く西日本で話される日本語の方言の総称である。国語学者・東条操の定義では新潟県佐渡島・富山県から中国・四国までで、愛知県・岐阜県も学者によっては含める。東日本方言・九州方言とともに日本語の本土方言を形成する。九州方言を西日本方言に含める学者もいる（奥村三雄など）。
アクセントは京阪式アクセント・東京式アクセント・垂井式アクセント・無アクセントと地域によって様々な様相を呈するが、文法や語彙は西日本で広く共通することが多い。

## 下位方言
都竹通年雄は、次のように区分している。
- 岐阜・愛知方言
- 西北陸方言（「北陸方言」に相当）
- 近畿方言
- 十津川・熊野方言（奈良県南部・三重県南部）
- 中国地方方言（近畿の丹後・但馬含む）
- 出雲式方言（「雲伯方言」に相当）
- 四国方言

東条操は、次のように区分している。
- 北陸方言
- 近畿方言
- 中国方言
  - 東山陰方言
  - 東山陽方言
  - 西中国方言
- 雲伯方言
- 四国方言
  - 阿讃予方言
  - 土佐方言

奥村三雄は、九州を西日本方言に含めて、次のように区分している。
- 関西
  - 近畿・四国・北陸のそれぞれ大部分
  - 中国・丹後・但馬・四国西南部・九州東北部
- 九州（九州中南部）

## 文法
（出典：都竹通年雄「文法概説」）
- 断定の助動詞には「じゃ」または「や」を用いる。例外的に、山陰と熊本県は「だ」を用いる。西日本の各地で「じゃ」から「や」もしくは「だ」へ移行が見られる。（例）何をするんじゃ・や
- 否定の助動詞には「ない」あるいは「ねえ」ではなく「ん」を用いる。（例）わからん（分からない）、おきん（起きない）、せん（しない）
  - 能力による不可能表現には「よう　未然形+ん」を用いる。（例）よう泳がん（近畿ではよう泳がへん）：泳ぐ能力を持たない。
  - 否定の過去表現には、中部地方西部・近畿・四国北部・中国東部で「なんだ」（未然形に接続）、中国地方西部・高知県で「ざった・だった」（未然形に接続）を用いる。若年層では「なかった」と「ん」の混合形「んかった」が優勢となっている。　（例）行かなんだ・行かざった・行かんかった（行かなかった）
  - 否定の仮定表現には「なければ」ではなく「ねば」やその変形を用いる。　（例）せねば・せにゃ・せないかん（しなければいけない）
- 近畿中央部・福井県嶺北を除いて、人・動物の存在を表す動詞には「いる」ではなく「おる」を用いる。　（例）犬がおる（犬がいる）、近畿では犬がいてるを用いることもある。
  - 動作・状態の継続・完了表現には「ておる」（連用形に接続）から変化した「とる・ちょる・とー・ちょー・ちゅー」などを用いる（近畿のみは「てる」も使う）。　（例）分かっとる・分かっちょる（分かっている）
  - 中国・四国（・九州）などでは「ておる」の変形は完了表現にのみ用い、継続表現には「おる」（連用形に接続）から変化した「よる・よー・ゆー」などを用いてアスペクトを区別する。　（例）降っとる・降っちょる←→降りよる・降りよー・降りゆー
- ワ行五段動詞の連用形がウ音便になる。山陰は促音便。（例）こーた（買った）、ゆーた（言った）、おもーた（思った）（山陰のみ、かった、いった、おもった）
- 形容詞の連用形がウ音便になる。こちらは山陰を含む。　（例）たこーない・たかーない（高くない）
- サ行五段動詞がイ音便になる。ただし近畿地方・愛媛県などでは衰退している。　（例）だいた（出した）
- 一段動詞とサ行変格動詞で、命令形に「ろ」ではなく「よ」または「い・え」を用いる。　（例）せよ・せえ（しろ）、みよ・みい（見ろ）、あけよ・あけえ（開けろ）
- 東日本方言では上一段化した四段活用動詞を、現在もそのままの活用で用いる。　（例）飽く（飽きる）、借る（借りる）、垂る（垂れる）
- 原因・理由の接続助詞（〜から）には近畿・北陸では「さかい」やその変形「さけ・はかい・はけ」など、中国・四国では「けに」やその変形「けん・けー・きに・きん・きー」などを用いる（九州も同様）。

## 主な語彙
左が西日本、右が東日本の表現。なお東京方言やそれを基にした共通語は西日本方言の影響を強く受けており、西日本由来の表現で共通語になったものは多い。
- あかい←→明るい[3]
- うろこ←→こけら[3]
- おそろしい・おとろしい・こわい・おっとろしい・←→おっとろしない・おっかない[4]
- おとつい←→おととい[3]
- かしわ←→鶏肉[5]
- カッターシャツ←→ワイシャツ
- からい・塩辛い←→しょっぱい[3]
- 借る←→借りる[3]
- かやくご飯←→炊き込みご飯[5]
- 気色が悪い←→気味が悪い[4]
- 串カツ←→串揚げ[5]
- けむり・けぶり←→けむ・けぶ[3]
- 校区←→学区[6]
- こける←→ころぶ
- こそばゆい・こそばい（い）←→くすぐったい
- （あさっての翌日が）しあさって←→弥のあさって[3]
- しょうもない←→くだらない[4]
- 酸い←→酸っぱい[3]
- すうどん←→かけうどん[5]
- （ご飯を）炊く←→煮る
- 梅雨←→入梅
- つらら←→あめんぼう
- てんかす←→揚げ玉[5]
- 直す←→片付ける
- なすび←→なす[3]
- なぬか←→なのか[3]
- ぬくとい・ぬくい←→あたたかい
- ひらう←→拾う
- ひ孫←→ひこ[3]
- 紅差し指←→薬指[3]
- ぼったくる←→ぶったくる
- ぼんち揚げ←→歌舞伎揚げ[5]
- まどう←→つぐなう
- むつかしい←→むずかしい
- め←→まなこ[7]
- 焼き飯←→炒飯[5]
- （ご飯を）よそう・つぐ←→盛る

## 東西の境界
（出典：都竹通年雄「文法概説」）
- 断定の助動詞に「じゃ・や」を用いるのは、富山県・岐阜県・三重県以西である。新潟県（佐渡島含む）・長野県・愛知県以東は「だ」（なお愛知県北西部では「だ」と「じゃ・や」の混同がみられる）。「じゃ」を用いるのは広島・岡山など山陽地方に強固に残存しており、それら以外の地域では「や」への変化が見られる。
- 否定の助動詞に「ん」を用いるのは、新潟県糸魚川市付近・佐渡島・岐阜県・愛知県・長野県南部・静岡県大井川以西および山梨県国中である。これより東は「ない・ねえ」。新潟県内では上記の地域の他にも「ん」が微弱ながら新潟市付近まで聞かれる[8]。
- 「-とる・ちょる」は佐渡島・糸魚川市付近・岐阜県・愛知県・長野県南部・静岡県浜名湖以西。これより東は「-てる・ている」。
- ア行五段動詞のウ音便は、新潟県（西越大部分や魚沼地方を除く）、富山県以西の北陸・近畿以西。岐阜・愛知以東は促音便。
- 形容詞のウ音便は、新潟県（西越大部分や魚沼地方を除く）・岐阜県・愛知県西三河以西。東三河以東は非音便。
- サ行五段動詞のイ音便は、佐渡島・富山県・岐阜県・長野県中部、南部・山梨県（東部除く）・静岡県以西。これより東は非音便（山梨も今は非音便が多い）。
- 命令形の「-よ」は、佐渡島・富山県・岐阜県・愛知県・長野県南部・静岡県中部以西。これより東は「-ろ」。静岡県中部は両者が混在[9]。

## 音韻
近畿・四国・中国方言では共通語に近い音韻体系を持つが、雲伯方言や北陸方言では東北方言に似た音声特徴（裏日本式音韻）が聞かれる。
- 近畿・四国・中国方言では母音を明瞭に発音し、無声化が少ない。いっぽう北陸方言、雲伯方言では無声化がおこりやすい[10]。また近畿方言・四国方言では連母音の融合が起こらない。
- 近畿・四国・山陽方言では「う」は東日本よりも唇に丸みを持たせて発音する[10]（円唇後舌狭母音[u]）。雲伯方言や北陸方言では中舌母音[ɯ̈]と発音され、出雲や富山では一部の行で[ï]に統合する（ズーズー弁）。
- 北陸方言と近畿方言の一部を除いてガ行鼻音が起こらない[10]。
- 一部で「せ」「ぜ」を「しぇ」「じぇ」と発音する[10]。「せ」「ぜ」は元は関東の発音であり、かつては西日本全域で「しぇ」「じぇ」と発音した。

なお九州方言については九州方言#発音を参照。

## アクセント
アクセントも地域により多様である。概ね近畿方言・四国方言・北陸方言で京阪式アクセントまたはその亜系のアクセントを用い、中国方言・雲伯方言では東京式アクセントを用いる。